# Le Breuil (Saona i Loara)
Le Breuil – miejscowość i gmina we Francji, w regionie Burgundia-Franche-Comté, w departamencie Saona i Loara.
Według danych na rok 1990 gminę zamieszkiwało 3741 osób, a gęstość zaludnienia wynosiła 130 osób/km² (wśród 2044 gmin Burgundii Le Breuil plasuje się na 60. miejscu pod względem liczby ludności, natomiast pod względem powierzchni na miejscu 197.).